# 그럼에도 불구하고
《이동진의 그럼에도 불구하고》는 매일 오전 2시부터 오전 3시까지 SBS 파워FM에서 방송된 예술 정보 전문 라디오 프로그램이다. 김형준의 뮤직하이의 후속작이며, 2014년 SBS 라디오 봄 개편으로 신설되었으나 2015년 SBS 라디오 봄 개편으로 1년 만에 폐지되었다.

## 코너

### 매일 코너
- 사연과 신청곡
- 이 주의 뮤지션

### 요일별 코너
- 그 곳의 노래
- 김혜리의 주간영화
- 산CD 받은CD 준CD
- 타인의 취향
- 변방의 BOOK소리

## 동시간대 지역 프로그램
다음 지역민방 프로그램은 2시에 방송된다. 단 G1 Fresh FM은 이동진의 그럼에도 불구하고 대신 자체프로그램을 내보낸다. 그러나 KNN 라디오, TBC Dream FM, kbc My FM, TJB POWER FM, ubc Green FM, JTV MAGIC FM, CJB JOY FM, JIBS New Power FM은 이동진의 그럼에도 불구하고를 자체편성없이 그대로 내보낸다.
| 프로그램      | 지역   | 방송국      | 진행자 |
| ------------- | ------ | ----------- | ------ |
| 밤과 음악사이 | 강원도 | G1 Fresh FM | 염지혜 |

## 비고
매달 마지막 주 월요일은 관악산 송신소의 기기점검으로 인해 새벽 2시부터 아침 5시까지 계획정파를 실시하므로 방송되지 않는다. (그럼에도 불구하고, 애프터 클럽, 사운드 오브 뮤직 1부)